# AASM

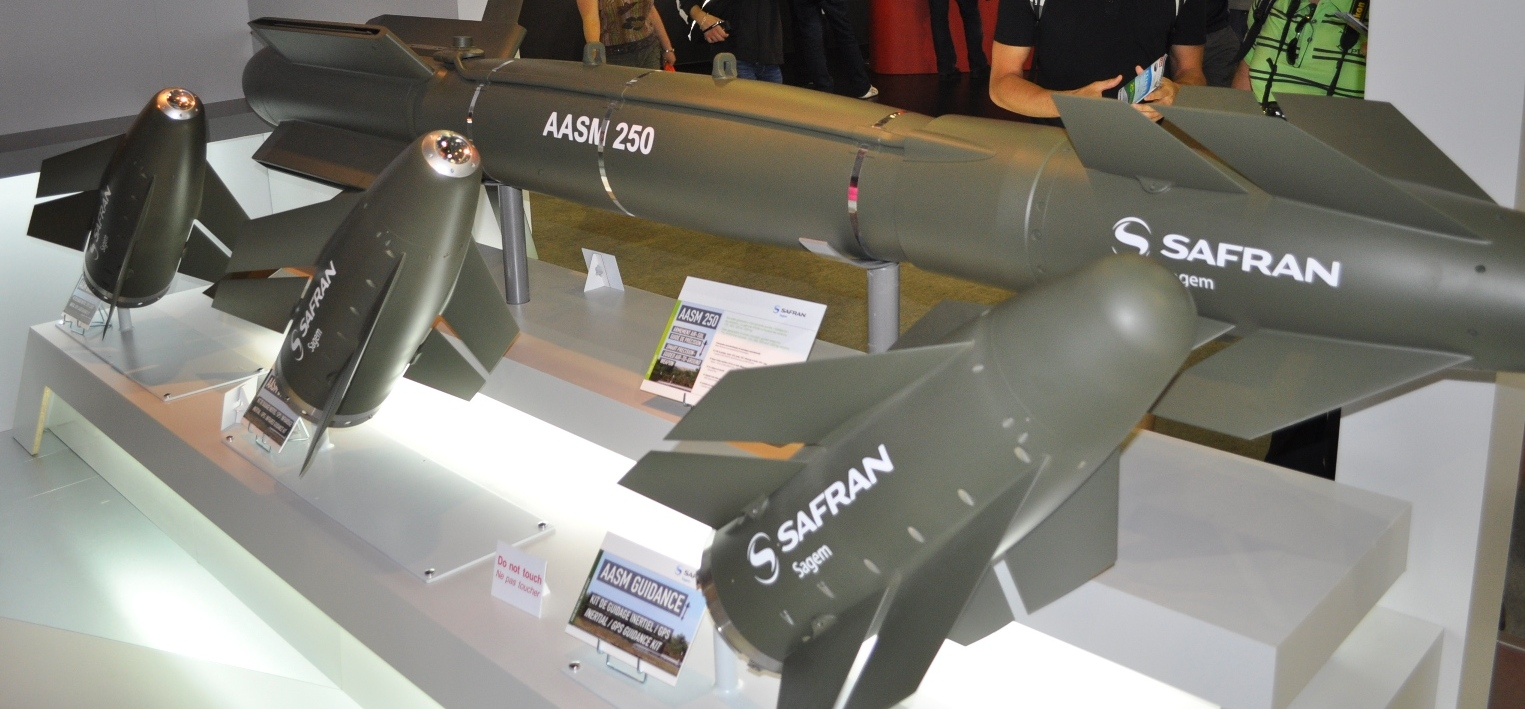
LArmement air-sol modulaire, presentato al Salone di Le Bourget 2011, nello stand della SAFRAN. Sono visibili: un AASM completo e i tre kit di guida: INS/GPS/Laser, INS/GPS/infrarosso e INS/GPS.

L'AASM (acronimo francese di: Armement Air-Sol Modulaire) è una famiglia di bombe guidate di nuova generazione sviluppate e prodotte dalla Sagem Défense Sécurité (SAFRAN) e commercializzate anche dalla MBDA.
L'armement air-sol modulaire è un kit, sviluppato da Sagem Défense Sécurité negli anni 2000, che si può adattare a qualsiasi tipo di bomba da 250 kg (Mk 82, BLU 111, CBEMS...) o da 125 kg (Mk 81).
Unisce un piano di coda, un motore a razzo e un sistema di guida per trasformare qualsiasi bomba a caduta libera in un'arma di precisione decametrica (10 m) con la versione a guida GPS o metrica (1 m) con la versione a guida laser.
Una volta lanciato, non è più necessario fornire informazioni ("Fire-and-forget") e può essere lasciato cadere a 15 km dal bersaglio a bassa quota, ma durante l'operazione Harmattan in Libia, un lancio record da un Rafale ad alta quota ha portato alla distruzione di un carro armato a 55 km.
L'AASM ha un sistema di guida ibrido, sia GPS sia inerziale. L'elaborazione del segnale utilizza un filtro di Kalman. La versione metrica ha in più un sensore a infrarossi che confronta l'immagine vista con quella in memoria. Una terza versione AASM-laser è guidata con un designatore laser, ed è stata testata nel giugno 2010. Questa versione a guida terminale ad infrarossi ha fatto il suo primo lancio notturno nel dicembre 2010.
Nel caso di un corpo di bomba da 250 kg, l'AASM ha una lunghezza di 3,10 m ed una massa di 340 kg.
2.400 esemplari dovranno essere ordinate dall'Armée de l'air francese con consegne fino al 2025 dei quali 1.540 devono essere consegnati entro il 2014. Alla fine del 2009, 1.424 kit sono stati effettivamente ordinati.
La versione da 125 kg è stata oggetto nel 2008 di un lancio dimostrativo da un Mirage 2000.
Altre versioni sono o saranno oggetto nei prossimi anni di lavori avanzati di dimostrazione o di studi:
- versione metrica in ogni tempo con homing elettromagnetico
- versione da 1000 kg (Mk 84)
- versione 500 kg (Mk 83)
- antiradar
- con data-link
- antinave
- maggiore penetrazione

L'AASMP può essere messo in servizio tra gli altri sui Rafale e sui Mirage 2000
Le bombe prodotte in Francia provengono dalla société des ateliers mécaniques de Pont-sur-Sambre.
Il Marocco ha acquistato dei AASM nel quadro del programma di rinnovamento dei suoi Mirage F1.
Il costo unitario sarebbe di 143.000 €.